# Gediminas Šarakauskas
Gediminas Šarakauskas (* 25. Oktober 1977) ist ein litauischer Schachspieler und seit Januar 2001 Internationaler Meister. Seine Elo-Zahl beträgt 2416 (Stand: Mai 2016); seine bisher höchste Elo-Zahl hatte er mit 2453 im Januar 2006.
Mit dem Verein NSEL30 Vilnius nahm er an den European Club Cups 2006 (am vierten) und 2007 (am dritten Brett) teil. Für die litauische Nationalmannschaft spielte Šarakauskas bei der Schacholympiade 2008 am Reservebrett und bei der Mannschaftseuropameisterschaft 2009 am vierten Brett. In der britischen Four Nations Chess League spielte Šarakauskas von 2011 bis 2020 für die erste und zweite Mannschaft von Guildford A&DC; mit der ersten Mannschaft wurde er 2013, 2014 und 2016 britischer Mannschaftsmeister. Seit 2021 spielt er für Gonzaga.
Gediminas Šarakauskas ist mit der Schachspielerin Živilė Šarakauskienė verheiratet.